# Tricentrus glochidionae
Tricentrus glochidionae är en insektsart som beskrevs av Kato 1930. Tricentrus glochidionae ingår i släktet Tricentrus och familjen hornstritar. Inga underarter finns listade i Catalogue of Life.